# USS Houston (SSN-713)
Za druga plovila z istim imenom glejte USS Houston.
USS Houston (SSN-713) je jedrska jurišna podmornica razreda los angeles.